# Der Berg Dingjun
Der Berg Dingjun (auch Die Schlacht vom Dingjunshan, Originaltitel chinesisch 定軍山 / 定军山, Pinyin Dìngjūn Shān) aus dem Jahr 1905 ist der erste chinesische Film. Es handelt sich um das filmische Dokument einer Inszenierung der Peking-Oper, die die Schlacht am Berg Dingjun behandelt.

## Hintergrund
Nachdem zunächst ausländische Filme den chinesischen Markt beherrschten, engagierte der Produzent Ren Jingfeng Liu Zhonglun als Kameramann. Er kaufte bei einem deutschen Händler eine manuelle Filmkamera und inszenierte die populäre Oper unter freiem Himmel. Da zu dieser Zeit noch kein Synchronton aufgenommen werden konnte, konzentrierte sich Ren auf aktionslastige Szenen wie „Asking for Fight“, „Fighting with a Sword“ und „Face to Face Fight“.